# Passiflora lobata
Passiflora lobata là một loài thực vật có hoa trong họ Lạc tiên. Loài này được (Killip) Hutch. ex J.M. MacDougal mô tả khoa học đầu tiên năm 1986.